# Amer Kamal
Amer Kamal (13 de setembro de 1987) é um futebolista sudanês que atua como defensor.

## Carreira
Amer Kamal representou o elenco da Seleção Sudanesa de Futebol no Campeonato Africano das Nações de 2012.